# Москаль Павліна Андріївна
Павліна Андріївна Москаль (1907, село Винники, Австро-Угорщина, тепер місто районного значення Львівської області — ?) — українська радянська діячка, завідувач відділу соціального забезпечення Винниківського райвиконкому Львівської області. Депутат Верховної Ради УРСР 2-го скликання.

## Життєпис
Народилася в родині робітника. Трудову діяльність розпочала у 1921 році робітницею миловарної фабрики Брікенштейна у Львові. До 1930 року працювала килимницею на різних підприємствах у Львові та Винниках: килимовій майстерні Штофа, майстерні Гриневича та інших. За організацію першотравневої демонстрації у 1930 році була звільнена з роботи і до 1939 року була безробітною.
Після захоплення Галичини Червоною армією, з 1939 року працювала робітницею Винниківської тютюнової фабрики Львівської області.
З липня 1944 року — інспектор торговельного відділу виконавчого комітету Винниківської районної ради депутатів трудящих; завідувач відділу соціального забезпечення виконавчого комітету Винниківської районної ради депутатів трудящих Львівської області.
Член ВКП(б) з листопада 1945 року.

## Нагороди
- медаль «За доблесну працю у Великій Вітчизняній війні 1941—1945 років»